# 하플로그룹 DE

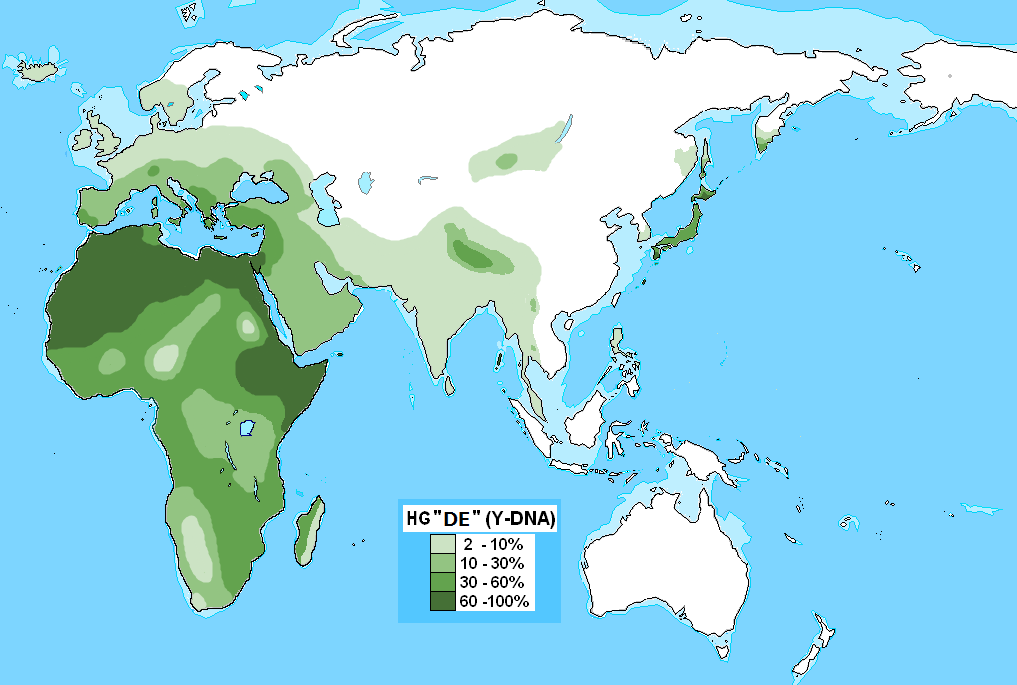
하플로그룹 DE의 분포. 아프리카 북부, 히말라야 산맥, 그리고 일본에 집중되어 있다.

하플로그룹 DE는 인류 Y-염색체 DNA 하플로그룹의 하나이다. 단일염기 다형성 돌연변이로 UEPs, M1 (YAP), M145 (P205), M203, P144, P153, P165, P167, P183과 같은 Y 염색체상의 유전자 표지자에 의해 정의된다. 상위로 하플로그룹 CT에 속하고 여기서 갈라져 나온 "형제"로 하플로그룹 CF가 있으며, 하위 클레이드로 하플로그룹 D와 하플로그룹 E가 분화되어 있다.
DE는 특이한 하플로그룹으로 평가되는데 지리적으로 서로 다른 여러 지역에 분산되어 클러스터를 형성하고 있기 때문이다. D-CTS3946로도 알려진 직계 하위 클레이드인 하플로그룹 D는 주로 동아시아, 중앙아시아의 일부와 인도양의 안다만 제도에서 발견되고 서아프리카와 서아시아에서는 산발적으로 소수만 발견된다. 또 다른 직계 하위 클레이드인 하플로그룹 E는 아프리카에서 흔하며, 중동과 유럽도 드물지 않게 관찰된다.
DE를 정의하는 가장 잘 알려진 고유 변이 다형성(Unique Event Polymorphism, UEP)은 Y- 염색체 Alu 다형성인 "YAP"  표지자로 Y 염색체에 트랜스포존의 하나인 Alu 요소의 사본이 삽입될 때 발생한다. 따라서 DE에서 시작되어 하위로 이어지는 하플로그룹 D, E에 속하는 모든 하위 클레이드는 YAP 양성을 보인다. 한편 하플로그룹 C와 같이 DE에 속하지 않는 그룹에서는 YAP 음성을 보이게 된다.
하플로그룹 DE의 발생 시기는 애초 65,000년 전에서 71,000년 전 사이로 추정되었지만 이후 약 73,100년 전으로 더 거슬러 올라갔으며 최근에는 그보다 이전인 약 68,555년, 혹은 76,500년으로 추정하고 있다.

## 분포
하플로그룹 DE에 속하는 하위 클레이드는 현생 인류의 이동 과정을 재구성하는데 혼란을 준다. 아프리카와 동아시아에서는 흔하지만 그 사이 지역에서는 매우 드물기 때문이다. 하플로그룹 DE에는 파라그룹인 DE*가 있지만 극히 드물다. 파라그룹 DE*는 DE에 해당하는 표지자들을 가지고 있지만 그 하위에 해당하는 변이는 지니고 있지 않다. 이렇게 희박한 파라그룹 DE*를 제외하면 하플로그룹 DE에 해당하는 남성 계통은 하위 클레이드인 하플로그룹 D(D-CTS3946) 또는 하플로그룹 E(E-M96의)에 속하게 된다. D-CTS3946은 아프리카에서 유래 된 것으로 추정되지만, 가장 널리 퍼진 하위 클레이드인 D-M174는 아시아에서만 발견되기 때문에 발원지 역시 아시아였을 것으로 추정하고 있다. E-M96은 동아프리카에서 시작되었을 가능성이 높다. 그러나 일부 학자들은 E-M96이 서아시아에서 기원했을 가능성이 있다고 생각한다. D와 E를 포함한 DE의 모든 하위 클레이드는 인도를 비롯한 남아시아 본토와 동남아시아에서 거의 존재하지 않는다. D-M174가 일본, 안다만 제도 및 티베트에서 우세한 반면 E-M96은 아프리카와 중동에서 비교적 흔하다. 일부 연구자들은 인도에서 DE 혈통이 드문 것은 인류의 이동 경로가 산발적으로 나뉘어 있기 때문이라고 제안했다. 반면에 DE의 유일한 "형제" 하플로그룹인 CF는 인도에서 상당한 비율로 발견된다.
DE *
하플로그룹 DE의 기저에 해당하는 파라그룹 DE*는 서아프리카, 카리브해, 아시아에서 매우 낮은 빈도로 발견된다.
2003년 영국의 마이클 윌 등이 전 세계 8,000 명 이상의 남성 DNA를 조사한 결과, 나이지리아 남성 1,247 명 중 5 명이 DE*에 속했다. 연구자들은 이 5 명의 나이지리아인이 지닌 DE*는 "현재 알려진 이진 표지자들을 보았을 때 모든 YAP 표지자 중에서 가장 적게 파생 된 것"이기 때문에 하플로그룹 DE가 서아프리카에서 시작되었다고 가정할 수 있지만, 여전히 밝혀지지 않은 점이 많아 단정지을 수는 없다고 결론지었다. 나이지리아의 DE-YAP 측계통군 사례는 겉으로 보기에 계통 분기의 기저로 보일 수 있지만, 그룹의 일반적인 분기 순서나 기원이 불명확한 상태에서 DE*가 검출되었다는 것만으로 기저라고 단정하는 것은 환상일 뿐일 수 있다. 이후 연구에서 나이지리아 사례는 다른 지역의 것과 비교할 때 DE*, D*, 또는 E*와 다른 것으로 나타났다. 윌의 연구팀은 분기가 시작되는 "방계 클레이드의 발생 시기에 대해서 유전적으로 의미있는 유일한 정의는 가장 최근의 공통 조상까지의 기간이며, DE*가 (진실로) 기저에 해당할 때에만 …… 자동적으로 D 또는 E보다 발생 시가가 앞설 수 있다." 나이지리아 사례와 다른 DE* 사이의 관계는 "데이터 누락 문제"로 볼 수 있다. 2007년에 또 다른 서아프리카 DE* 사례가 보고되었다. 기니비사우에서 채취 한 17 개의 Y-DNA 시료 중 날루어를 사용하는 한 사람이 지닌 이 DE*는 나이지리아의 것과 비교했을 때 염기서열 1개가 달랐다. 이는 두 사람 사이의 혈통 관계는 결정되지 않았지만 공통의 조상이 있다는 것을 뜻한다. 가계도로 비유하면 어느 쪽이 삼촌이고 어느 쪽이 조카인지는 알 수 없지만 둘다 부계 남성 시조가 같다는 뜻이다.
2008년에 594명의 티베트 남성을 대상으로 한 조사에서 2 명의 DE*를 발견하였다.
2010년 연구에서는 나이지리아 남동부 이비비오족, 이그보족, 오론족의 시료에서 6 명의 DE*를 추가로 확인하였다.
2012년 카브리해 시료에서 DE*가 발견되었다.
2019년 하버 연구팀은 윌 연구팀이 2003년 나이지리아에서 발견한 DE* 시료 중에 3명은 DE*가 아니라 하위 클레이드인 하플로그룹 D에 속하는 D0라고 제안하였다. 즉 D와 E의 분기가 진행된 초기의 유전자를 지금까지 이어받아 DE와 흡사하게 보이지만 이미 D 그룹으로 분기가 이루어 이후의 형태로 기저 클레이드는 아니라는 것이다. 하플로그룹 D0에 속하는 유명인으로는 시리아의 스케이터 루슬란 빈 마킨 알비타르가 있다. 최근 사우디아라비아에서 D0 시료 둘이 발견되었다.
2021년에 왕멍거 연구진이 몽골인 679명에서 하플로그룹 DE-M145 시료 하나를 발견했지만 그게 파라그룹인 DE*인지 또는 그 하위 하플로그룹인지는 불확실하다고 언급했을 적에 하플로그룹 E의 하위 하플로그룹이 없기 때문에 DE-M145에 속하겠지만 자세한 하위 하플로그룹를 확인할 수 없다고 말했다.
국제 유전자 계보 협회(International Society of Genetic Genealogy, ISOGG)는 기존의 하플로그룹 명칭 D-M174는 D1으로 위 연구에서 명명된 D0는 D2로 이름을 변경하였다.

## 기원

2007년 언더힐과 키비실드가 정리한 YAP 표지자 하플로그룹의 가장 간결한 계통도. 주황색은 아프리카 이외에서는 발견되지 않는 하플로그룹이다. 현생 인류가 아프리카에서 기원하여 그 중 일부만이 다른 대륙으로 이동하였다는 아프리카 기원설을 뒷받침한다. 한편 DE는 아프리카와 아시아 양쪽에서 발견되어 그 기원에 여러 가설이 존재하였다.

### 발견
YAP 표지자의 Y 염색체 삽입은 애리조나 대학교의 마이클 해머 연구팀에 의해 발견되었다. 1997년에서 1998년 사이 해머는 하플로그룹 DE와 관련한 논문 셋을 발표하였다. 그는 이 논문을 통해 YAP 삽입이 아시아에서 기원하였다고 보았다. 2007년 찬트라세카르 연구팀 역시 YAP 삽입 아시아 기원설을 지지하면서 해머의 논문을 인용하였다.
해머는 다음과 같은 시나리오를 제시한 바 있다. 10만년 전 무렵 현생 인류가 아프리카에서 이주하였고, 5만5천년 전 무렵 아시아의 Y 염색체에서 YAP+ 삽입이 일어나 하플로그룹 DE가 발생하였고, 3만1천년 전 무렵 하위 클레이드인 하플로그룹 E의 분기가 이루어졌으며 E 그룹이 다시 아프리카로 역이주하였다는 것이다. 이러한 분석은 아프리카에서 발견되는 하플로그룹 가운데 A 및 B와 같은 오래된 아프리카 혈통은 YAP 음성이고 젊은 혈통인 하플로그룹 E는 YAP 양성이라는 사실을 기반으로 한다. YAP 양성인 하플로그룹 D는 분명한 아시아 혈통으로 안다만 제도, 일본 및 티베트와 같은 지역에서만 높은 빈도로 발견되었다. 한편 하플로그룹 E를 정의하는 돌연변이는 하플로그룹 D에서 변이 이전 상태로만 발견되고, 변이의 발생 시기를 추정하는 분자 시계 분석에서 하플로그룹 D의 발생 시기는 5만5천년 전으로 E의 발생 추정 시기인 3만1천년 전보다 상당히 오래 되었기 때문에, 해머는 아시아에서 D와 E의 분기가 일어난 후 E 그룹이 다시 아프리카로 역이주하였다고 결론지었다.
2000년 브라비 연구팀은 Y-염색체의 특이적 Alu 삽입(즉 YAP+ 표지자)의 광범위한 지리적 분포를 확인하여 하플로그룹DE의 기원을 밝히기 위해 36개의 인간 집단에서 채취한 841 개의 Y 염색체 시료를 분석하였다. 연구팀은 또한 YAP 돌연변이에 대해 아프리카 외 지역과 아시아 외 지역 모델을 따로 분석하였다. 브라비 연구팀은 가장 오래된 YAP+ 돌연변이는 아시아계 티베트 혈통에서 발견되고, 흥미롭게도 일본계 혈통에서는 발견되지 않았다고 보고하였다. 이보다 늦은 시기에 발현한 YAP+ 혈통은 아시아인과 아프리카인에게사 거의 균등하게 분포되었으며 유럽에서는 더 적은 분포를 보였다. 이러한 결과를 토대로 보면 하플로그룹 DE의 발생 지점이 아시아인지 아니면 아프리카인지 결정할 수 없다. 이들은 YAP+의 발생시기를 최대한 이른 시기로 추정하면 이미 14만1천년 전에 시작되었을 수 있다고 다고 제안하였다. 이 경우 해머의 주장과 달리 하플로그룹 DE는 아프리카에서 이미 발생하여 아시아로 이주한 뒤 D와 E로 분기한 것일 수 있다.

### 현재의 연구 상황
2000년 이후 많은 과학자들이 YAP 삽입의 아시아 기원에 대한 가설을 재평가하고 아프리카 기원을 제안하기 시작했다.
2001년 언더힐 연구팀은 하플로그룹 D를 정의하는 D-M174 돌연변이를 확인하였다. M174 대립 유전자는 하플로그룹 E를 포함한 모든 아프리카 계통의 하플로그룹에서 변이 이전의 상태(조상 상태)로 발견된다. M174의 발견은 하플로그룹 E가 하플로그룹 D의 하위 클레이드가 될 수 없으며 "형제" 관계에 있다는 것을 시사한다. 이 발견과 하플로그룹 E를 정의하는 M40 및 M96 돌연변이의 특징적 상태로 인해 YAP+의 아시아 기원설은 무력화되었다. 언더힐 팀은 자신들이 발견한 M174 데이터만으로도 YAP 삽입이 아시아가 아니라 아프리카 내에서 기원한 것을 뒷받침 할 수 있다고 결론 지었다.
1997년 알테아이드와 해머는 하플로그룹 E가 조상 상태의 YAP+ 대립 유전자로 아시아에서 발현하였고 그 이후 아프리카로 다시 역이주되었다고 주장하였다. 그러나 세미노 연구팀은 하플로그룹 E의 발현 빈도와 다양성이 모두 높은 곳은 아프리카이기 때문에 아프리카 이외의 지역에서 E가 시작되었을 가능성은 매우 낮다고 반박하였다.
하플로그룹 DE의 기원이 되는 YAP+ 삽입이 일어난 곳이 아프리카이든 아시아이든 이 모델에서는 YAP+ 다형성의 현재 분포를 설명하기 위해 돌연변이 이전의 상태 즉 조상 상태의 YAP 대립 유전자는 사라져 버렸다고 가정하여야 하였다. 그런데 파라그룹인 DE*는 YAP 양성을 보이지만 하플로그룹 D를 정의하는 M174나 E를 정의하는 M40, M96과 같은 돌연변이를 지니고 있지 않다. 따라서 DE*는 D와 E 분기 이전에 형성되었다고 추론할 수 있다. 하플로그룹 DE*는 나이지리아, 기니비사우 및 티베트에서 발견되었다. 이 3 곳의 DE* 사이에는 계통 발생의 서열이 아직 결정되지 않았지만, 기니비사우의 것은 나이지리아의 것에 대해 적어도 하나의 돌연변이가 다르다는 것이 알려져 있다. 윌 연구팀은 나이지리아 DE*의 분석 결과는 아프리카 YAP+의 가장 최근 공통 조상이 기존의 이론보다 더 늦은 시기까지 아프리카에 살았음을 의미한다고 해석하였다. 이에 따르면 해머 등이 주장하는 하플로그룹 E가 아시아에서 아프리카로 역이주가 발생할 가능성이 있는 시간의 틈새는 그 길이가 줄어들게 된다.
2007년 찬드라세카르 팀은 YAP+의 아시아 기원을 주장하였다. 그들은 "인도 북동부의 부족들과 안다만 제도에서 보이는 YAP 삽입은 Y 염색체 M168 자리 가운데 일부가 남아시아에서 YAP 삽입과 M174 돌연변이를 일으켰음을 시사"한다고 분석하고 YAP+는 하플로그룹 R1b 같은 다른 유라시아 하플로그룹의 사례와 같이 아시아에서 기원하여 아프리카로 다시 역이주하였을 것으로 보았다. 하플로그룹 R1b은 약 1만8천년에서 2만3천년 전에 발생한 것으로 카메룬의 일부 부족에서 매우 높은 빈도로 관찰되고, 3만9천년 전에서 4만5천년 전 사이에 발생한 것으로 추정되는 하플로그룹 T 역시 낮은 빈도이지만 아프리카에서 산발적으로 관찰된다. 5만년 전 무렵 분기된 것으로 보이는 하플로그룹 E는 앞의 그룹들 보다 상당히 오래된 것으로 아프리카 내에서는 80-92%의 빈도로 관찰된다.
한편 피터 언더힐과 투머스 키비실드는 2007년 연구에서 선사 시대의 인구 통계나 이동에 관해 알려진 것이 많지 않기 때문에 YAP 삽입과 같은 DNA 염기 서열 변이의 정확한 기원은 언제나 불확실할 수 밖에 없지만, 사용 가능한 모든 정보를 고려하면 아시아 기원설 보다는 아프리카 기원설이 YAP+ 다형성의 경우에 더 간결하고 그럴듯 하다고 주장하였다.
캐러페트 연구팀이 발표한 2008년 논문에서 마이클 해머는 DE의 발생 추정 시기를 기존의 5만5천년 전에서 6만5천년 전으로 수정하였다. 또한 E의 분기 시점을 기존 3만1천 년전에서 5만년 전으로 고치고 "하플로그룹 DE의 발생 시기는 약 6만5천년 전으로 아프리카를 벗어나는 현생 인류의 다른 주요 혈통의 발생 시기인 7만년보다 약간 늦다"라고 언급하여 하플로그룹 DE가 하플로그룹 CT가 아프리카를 벗어난 직후 뒤이어 아프리카를 벗어났다고 추정하였다. 이는 자신의 기존 가설을 수정한 것이다.
2018년 스페인의 카브레라 연구팀은 모계 및 부계 표지자를 기반으로 한 알타이 네안데르탈인(발견된 네안데르탈인 화석 가운데 가장 동쪽에 위치한다)의 DNA를 분석하고 부계 하플로그룹 DE와 모계 하플로그룹 L3의 아시아 기원설을 뒷받침하였다. 이 연구는 하플로그룹 DE의 아프리카로 역이주뿐만 아니라 아프리카 원주민과 아시아에서 역이주한 사람들 사이에 혼혈이 있었다고 제안한다. 카브레라 팀은 DE가 약 7만년 전 티베트를 포함한 중앙아시아 어디에선가 시작되었다고 본다. 연구팀은 티베트에서 발견된 파라그룹 DE*의 존재를 지적하고, 하플로그룹 D의 다양성이 티베트에서 가장 크다는 점을 들어 이 지역을 DE의 시작 지점으로 추정하고 있다. 이들의 주장에 따르면 하플로그룹 E는 아시아에서 분기하여 아프리카로 역이주 한 것이 되고, DE는 유라시아 부계 혈통의 강력한 흐름으로 해석될 수 있다. 카브레라 연구팀은 이렇게 해야 아프리카에서 발견되는 소량의 네안데르탈인 DNA에 대한 설명이 가능하다고 주장한다.
하버 연구팀이 2019년 발표한 연구 결과는 여전히 DE*가 아프리카에서 기원하였다는 가설을 지지한다. 이들의 근거는 세 명의 나이지리아인에서 발견된 하플로그룹 D0(연구팀에 따르면 DE 분할 근처에 있지만 이미 분기하여 D에 속하는 DE 계통의 한 가지)의 분석 결과로, 아프리카 이외 지역인 유라시아 부계 하플로그룹의 분기 시점보다 D0의 분기 시점이 이르다는 것이다. 이들은 다른 다양한 가능성에 대해 불가능하다고 하지는 않지만 D0뿐만 아니라 E역시 아프리카에서 시작하였다는 DE의 아프리카 기원설이 가장 그럴듯하다고 찬성한다. 이에 따르면 아프리카를 벗어나 세계로 흩어진 부계 하플로그룹은 C, D, TF가 되고 이들은 현재 아프리카 이외 지역의 Y 염색체의 대다수를 형성하고 있다. 연구팀은 DE*, E 및 D0의 분기 시점이 모두 약 7만6천년 전에서 7만1천년 전의 비슷한 시기였을 것으로 본다. 이 가정이 맞다면 아프리카에서 나와 유라시아 지역으로 이주한 인류가 네안데르탈인과 혼혈을 이룬 시기는 대략 5만3백년 전에서 5만9천4백년 전이 되고, 이는 네안데르탈인 유전체에 대한 연구와도 맞아 떨어지게 된다.
DNA 가계도를 제작하는 기업인 페밀리 트리 DNA(Family Tree DNA, FTDNA)는 2019년 3 개의 다른 D0 시료를 발견했다. 하나는 시리아의 시료로 약 2만6천년 전 출현한 것으로 추정되며 현재까지 발견된 D0 가운데 가장 기초적인 것이다. 다른 두 개는 사우디아라비아에서 발견되었다. FTDNA의 런펠트와 세이거(하버 연구팀 소속)에 따르면 하플로그룹 D 중에도 매우 이른 시기에 분기된 D0의 분기 시점은 약 7만1천년 전으로 다른 D 그룹과 달리 M174 돌연변이가 없다. 도식적으로 나누면 D0는 서아시아 클러스터와 아프리카 클러스터로 나뉠 수 있고, 이번의 발견으로 두 지역 모두에서 실재 시료가 확인된 셈이다. 이 발견 이후 서아시아의 D-FT75 변이와 서아프리카의 D-FT76 변이는 D-M174(나머지 모든 D 그룹)와 별개의 하위 클레이드로 인정되었고, 기존에 불리던 "D0"에서 "D2"로 명칭을 바꾸었다. 아울러 통상적으로 하플로그룹 D로 불리던 D-M174 변이는 "D1"이 되었다. 연구팀은 계속해서 추가 시료를 분석 할 것이라고 밝혔다.
이와 같이 하플로그룹 DE의 기원과 분화는 아시아 기원설과 아프리카 기원설이 팽팽히 맞서고 있으며 어느 쪽도 결정적인 결론을 내릴 충분한 증거가 쌓이지 않았다. 이 문제의 결론을 위해서는 더 많은 연구가 필요한 상황이다.

## 계통수
국제 유전자 계보 협회의 계통수 (버전 : 14.151).
- DE (YAP) 나이지리아, 기니비사우, 카리브 제도, 티베트
  - D (CTS3946) 중앙아시아, 동남아시아, 서아프리카, 서아시아, 동아시아
    - D1 (M174/Page30, IMS-JST021355) 중앙아시아, 대륙 동남아시아, 동아시아, 안다만 제도
      - D1a (CTS11577)
        - D1a1 (F6251/Z27276) 티베트, 러시아, 조지아
          - D1a1a (M15) 알타이 공화국, 일본, 중앙아시아, 안다만 제도, 몽골, 중국 대륙(묘족, 이족, 티베트인)
            - D1a1a1 (F849)
              - D1a1a1a (N1)
                - D1a1a1a1 (Z27269) 일본, 중국, 티베트[29]
                  - D1a1a1a1a (PH4979)
                    - D1a1a1a1a1 (BY15119/Z29428)
                    - D1a1a1a1a2 (F729)
                      - D1a1a1a1a2a (F17412, MF10280) 티베트인(창두), 대만, 중국(쓰촨), 일본(오사카)
                      - D1a1a1a1a2b (Y62194)
                        - D1a1a1a1a2b1 (F17409) 티베트(창두), 중국(쓰촨)
                        - D1a1a1a1a2b2 (Y62517)
                          - D1a1a1a1a2b2a (F16077) 티베트(르카쩌, 산난, 라싸)
                          - D1a1a1a1a2b2b (Y69263)
                            - D1a1a1a1a2b2b1 (Y161914) 티베트(창두), 중국(저장)
                            - D1a1a1a1a2b2b2 우즈베키스탄

                - D1a1a1a2 (Z31591) 티베트(르카쩌, 라싸)

            - D1a1a2 (F1070) 중국(광둥, 장쑤, 광시), 다이족(시솽반나), 싱가포르

          - D1a1b (P99)　티베트, 몽골, 중앙아시아[29], 알타이 공화국, 중국 대륙

        - D1a2 (Z3660)
          - D1a2a (M64.1 /Page44.1)  일본(야마토인, 류큐인, 아이누)
            - D1a2a1 (M116.1)
              - D1a2a1a (M125)
                - D1a2a1a1 (P42)
                - D1a2a1a2 (IMS-JST022457) 일본 황실
                - D1a2a1a3 (CTS10972) 일본, 중국(지린성)

              - D1a2a1b (P120)
              - D1a2a1c (CTS6609) 한국(충청남도), 일본(도쿄도)
                - D1a2a1c1 (Z1574) 일본(도쿄도)
                  - D1a2a1c1a (CTS11032)
                    - D1a2a1c1a1 (Z1527) 일본
                      - D1a2a1c1a1a (CTS6909) 일본(도쿄도)
                      - D1a2a1c1a1b (CTS3033) 일본(도치기현, 도쿄도)

            - D1a2a2 (CTS131)
              - D1a2a2a (CTS220)
              - D1a2a2b (CTS68) 일본(레분 섬)

          - D1a2b (Y34637) 안다만 제도（옹게인,  자라와족)

      - D1b (L1378) 필리핀[30]

    - D2 (A5580.2) 나이지리아, 사우디아라비아, 시리아, 아프리카계 미국인

  - E (M40, M96) 아프리카, 중동, 남유럽, 동유럽
    - E1 (P147) 아프리카에서 고농도로 검출됨, 중동과 유럽은 낮음
      - E1a (M132) 아프리카가 주류
      - E1b (P177/PF1939)
        - E1b1 (P2, DYS391p)
          - E1b1a (V38)
            - E1b1a1 (M2) 서아프리카, 중앙아프리카, 동남아프리카,  남아프리카

          - E1b1b (M215) 아프리카의 뿔(에티오피아, 소말리아), 북아프리카(베르베르인, 아랍인), 중동, 유럽(지중해 연안)

    - E2 (M75) 동아프리카

| 인류 Y-염색체 DNA (Y-DNA) 하플로그룹 계보                         |               |     |       |       |       |      |      |    |    |    |    |    |    |    |    |    |    |    |   |   |     |     |     |     |    |    |   |   |    |    |        |        |        |        |        |        |        |        |        |        |  |  |  |
|                                                                   | Y-염색체 아담 |     |       |       |       |      |      |    |    |    |    |    |    |    |    |    |    |    |   |   |     |     |     |     |    |    |   |   |    |    |        |        |        |        |        |        |        |        |        |        |  |  |  |
| A                                                                 |               |     |       |       |       |      |      |    |    |    |    |    |    |    |    |    |    |    |   |   |     |     |     |     |    |    |   |   |    |    |        |        |        |        |        |        |        |        |        |        |  |  |  |
|                                                                   |               | A1b | A1a-T | A1a-T | A1a-T |      |      |    |    |    |    |    |    |    |    |    |    |    |   |   |     |     |     |     |    |    |   |   |    |    |        |        |        |        |        |        |        |        |        |        |  |  |  |
|                                                                   |               |     | A1a   | A1a   | A1a   | A2-T | A2-T |    |    |    |    |    |    |    |    |    |    |    |   |   |     |     |     |     |    |    |   |   |    |    |        |        |        |        |        |        |        |        |        |        |  |  |  |
|                                                                   |               |     |       |       |       | A2   | A3   | A3 | BT | BT | BT |    |    |    |    |    |    |    |   |   |     |     |     |     |    |    |   |   |    |    |        |        |        |        |        |        |        |        |        |        |  |  |  |
|                                                                   |               |     |       |       |       |      |      |    | B  | B  | B  | CT | CT |    |    |    |    |    |   |   |     |     |     |     |    |    |   |   |    |    |        |        |        |        |        |        |        |        |        |        |  |  |  |
|                                                                   |               |     |       |       |       |      |      |    |    |    |    |    | DE | DE | CF | CF | CF | CF |   |   |     |     |     |     |    |    |   |   |    |    |        |        |        |        |        |        |        |        |        |        |  |  |  |
|                                                                   |               |     |       |       |       |      |      |    |    |    |    |    | D  | E  |    | C  | C  | F  | F | F |     |     |     |     |    |    |   |   |    |    |        |        |        |        |        |        |        |        |        |        |  |  |  |
|                                                                   |               |     |       |       |       |      |      |    |    |    |    |    |    |    |    |    |    | G  | H | H | IJK | IJK | IJK | IJK |    |    |   |   |    |    |        |        |        |        |        |        |        |        |        |        |  |  |  |
|                                                                   |               |     |       |       |       |      |      |    |    |    |    |    |    |    |    |    |    |    |   |   |     |     | IJ  | K   | K  | K  | K | K | K  | K  | K      | K      | K      |        |        |        |        |        |        |        |  |  |  |
|                                                                   |               |     |       |       |       |      |      |    |    |    |    |    |    |    |    |    |    |    |   |   |     | I   | I   | J   | J  |    |   |   | LT | LT | K(xLT) | K(xLT) | K(xLT) | K(xLT) | K(xLT) | K(xLT) | K(xLT) | K(xLT) | K(xLT) | K(xLT) |  |  |  |
|                                                                   |               |     |       |       |       |      |      |    |    |    |    |    |    |    |    |    |    |    |   |   |     | I1  | I2  |     | J1 | J2 |   | L | T  |    | M      | NO     | P      | S      |        |        |        |        |        |        |  |  |  |
|                                                                   |               |     |       |       |       |      |      |    |    |    |    |    |    |    |    |    |    |    |   |   |     |     |     |     |    |    |   |   |    |    |        |        | O      | N      |        | Q      | R      |        |        |        |  |  |  |
|                                                                   |               |     |       |       |       |      |      |    |    |    |    |    |    |    |    |    |    |    |   |   |     |     |     |     |    |    |   |   | O1 | O1 | O2     | O2     | O2     |        | R1     | R1     | R2     |        |        |        |  |  |  |
|                                                                   |               |     |       |       |       |      |      |    |    |    |    |    |    |    |    |    |    |    |   |   |     |     |     |     |    |    |   |   |    |    | O1a    | O1a    | O1a    | O1b    |        | R1a    | R1b    |        |        |        |  |  |  |
|                                                                   |               |     |       |       |       |      |      |    |    |    |    |    |    |    |    |    |    |    |   |   |     |     |     |     |    |    |   |   |    |    | O1b1   | O1b1   | O1b1   | O1b2   | O1b2   | O1b2   | O1b2   |        |        |        |  |  |  |
| 인구에 따른 Y 염색체 하플로그룹 · 역사적 인물들의 하플로그룹 목록 |               |     |       |       |       |      |      |    |    |    |    |    |    |    |    |    |    |    |   |   |     |     |     |     |    |    |   |   |    |    |        |        |        |        |        |        |        |        |        |        |  |  |  |

## 같이 보기
- 하플로그룹 D (Y-DNA)
- 하플로그룹 E (Y-DNA)